# Ігор Матич
Ігор Матич (серб. Igor Matić / Игор Матић, нар. 22 червня 1981, Земун) — сербський футболіст, нападник клубу «Чукарички».

## Клубна кар'єра
У дорослому футболі дебютував 1998 року виступами за команду «Земун», в якій провів п'ять сезонів, взявши участь у 71 матчі чемпіонату.
Згодом з 2003 року вистиупав за ОФК (Белград), після чого на початку 2005 року перейшов у французький «Кан», з яким у першому ж сезоні вилетів з Ліги 1, проте продовжив виступи за клуб і в другому дивізіоні.
В подальшому грав за «Пролетер», казахський «Мегаспорт», чорногорські «Грбаль» та «Могрен» і сербський «Напредак» (Крушевац).
До складу клубу «Чукарички» приєднався 2012 року. Відтоді встиг відіграти за белградську команду 106 матчів в національному чемпіонаті.

## Виступи за збірну
Протягом 2002—2004 років залучався до складу молодіжної збірної Сербії і Чорногорії, разом з якою став фіналістом молодіжного Євро-2004. На молодіжному рівні зіграв в 11 офіційних матчах, забив 3 голи.
У складі олімпійської збірної був учасником Олімпійських ігор 2004 року.

## Досягнення
- Чемпіон Чорногорії: 2010/11
- Володар Кубка Сербії: 2014/15